# Luka Marković
Luka Marković (Matići, Bos. Posavina, 9. svibnja 1953.), hrvatski domovinski i iseljenički književnik i prevoditelj iz BiH

## Životopis
Rođen je 09.05.1953. u Matićima, BiH. Maturirao je u poznatoj franjevačkoj gimnaziji u Visokom. U Sarajevu je studirao teologiju i filozofiju. Zadnje dvije godine studirao je u Ljubljani gdje je nakon odsluženja vojnoga roka i diplomirao 1980. Te iste godine otišao je u SR Njemačku gdje je nastavio sa studijem filozofije i povijesti na sveučilištima u Münsteru i Bochumu. U Bochumu je 1986. magistrirao filozofiju i povijest. Nekoliko godina kasnije (1992.) doktorirao je povijest na filozofskom fakultetu u Zadru. Za vrijeme studija radi kao svećenik u njemačkim ustanovama. A jedno vrijeme predaje honorarno na Volkshochschule u Kraefeldu. Od 1987. do 2017. bio je upravitelj Hrvatske katoličke misije Münster. Piše pjesme, eseje i pripovijetke. Objavljivao je pjesme i pripovijetke u Oku, Maruliću, Areni. Piše za "Živu zajednicu, "Svjetlo riječi", "Glas Koncila", "Katolički tjednik", kao i za nekolicinu portala. Profesionalni je prevoditelj s njemačkoga, s državnim ispitom. S njemačkoga je preveo četiri knjige filozofsko-teoloških razmišljanja od Reinharda Lettmanna i jednu zbirku pripovjedaka od Dietharda Zilsa.  

## Djela
- "Entfremdung" und "Aufhebung der Entfremdung" bei Karl Marx und der "Praxis Gruppe", filozofska studija, 1987.
- Den Weg musst du dir selber ebnen, pjesme na njemačkom i hrvatskom, 1987.
- Mein erstes Rendezvous mit Zagreb, pjesme na njemačkom i hrvatskom, 1988.
- Procvalo trnje, pjesme, 1988.
- Put posut trnjem, pripovijetke, 1991.
- Polemika ili dijalog s islamom, 1995. (povijest)
- U potrazi za istinom, 2006. (eseji s područja filozofije, religije i politike)
- Heimat in der Fremde - Dom u tuđini, 2007. (povijest)
- Na putu ljudskosti, 2010. (meditativni eseji)
- Evolucijska slika svijeta i kršćanstvo, 2011. (filozofija, antropologija i povijest)
- Treći sukob ili susret islama i kršćanske civilizacije, 2013. (povijest)
- Znanost ne isključuje vjeru, 2015. (eseji s područja filozofije i znanosti)
- Europa na raskrižju, 2016. (eseji s područja filozofije, teologije i znanosti)
- Od Vukovara do Orašja, 2017. (povijesni roman)
- Muke po fra Marku, 2018. (povijesni roman)
- Nije dobro, ali ima nade, 2018. (eseji s područja filozofije, znanosti i politike)
- Istinom protiv politički nametnutog mišljenja, 2019. (eseji o društvenim i političkim zbivanjima u Europi)
- U kojega Boga vjerujemo, 2021. (teološka razmišljanja)

## Nagrade i priznanja
- Šimun Šito Ćorić uvrstio ga je u svoju antologiju 60 hrvatskih emigrantskih pisaca, a pjesme su mu također u mnogim antologijama u Hrvatskoj, Njemačkoj i Belgiji na njemačkom, francuskom i hrvatskom jeziku.
- Uvršten u Leksikon poznatih hrvatskih autora u Bosni i Hercegovini u zadnjih 500 godina.
- Uvršten u Leksikon poznatih franjevačkih autora
- Pjesma "Oproštaj od majke" uvrštena među najpoznatije rodoljubive hrvatske pjesme[1]